# Guaduella oblonga
Guaduella oblonga là một loài thực vật có hoa trong họ Hòa thảo. Loài này được Hutch. ex Clayton mô tả khoa học đầu tiên năm 1962.